# Pedinura flindersia
Pedinura flindersia là một loài chân đều trong họ Sphaeromatidae. Loài này được Bruce miêu tả khoa học năm 2003.